# Kretenizem
Kretenízem je stanje močnega zaostanka v telesnem in duševnem razvoju otrok, ki ga povzroči zmanjšano izločanje ščitničnih hormonov. Klinično se kaže z upočasnjenim in nepravilnim razvojem skeleta (posledica česar je pritlikavost), suho kožo, debelim jezikom, nerazločnim govorom in blago do hudo duševno zaostalostjo. Posredno lahko kretenizem povzročijo teratogeni dejavniki, npr. pomanjkanje joda med nosečnostjo.